# Episodi di Carmen Sandiego (terza stagione)
La terza stagione della serie animata Carmen Sandiego, composta da 5 episodi, è stata interamente distribuita su Netflix il 1º ottobre 2020, in tutti i paesi in cui il servizio è disponibile.
| nº | Titolo originale          | Titolo italiano                     | Pubblicazione originale | Pubblicazione Italia |
| -- | ------------------------- | ----------------------------------- | ----------------------- | -------------------- |
| 1  | The Luchadora Tango Caper | Il caso del tango e della luchadora | 1º ottobre 2020         | 1º ottobre 2020      |
| 2  | The Day of the Dead Caper | Il caso del Dio de los muertos      | 1º ottobre 2020         | 1º ottobre 2020      |
| 3  | The Haunted Bayou Caper   | Il caso della palude infestata      | 1º ottobre 2020         | 1º ottobre 2020      |
| 4  | The Masks of Venice Caper | Il caso delle maschere di Venezia   | 1º ottobre 2020         | 1º ottobre 2020      |
| 5  | The Jolly Good Show Caper | Il caso dell'allegro regista        | 1º ottobre 2020         | 1º ottobre 2020      |

## Il caso del tango e della Luchadora
- Titolo originale: The  Luchadora Tango Caper
- Diretto da: Jos Humphrey
- Scritto da: Duane Capizzi

### Trama
La VILE si trasferisce in un castello in Scozia, con Roundabout, ora quinto membro della facoltà, che continua a svolgere la sua doppia vita per loro conto. Roundabout rivela che dopo settimane e mesi di assenza dalla rete, Carmen è stata avvistata a Buenos Aires, in Argentina. Carmen recupera un medaglione con una foto di se stessa da bambina con suo padre dalla cassetta di sicurezza della sua banca prima di sconfiggere i nuovi agenti laureati della VILE; Spin Kick e Fly Trap in combattimento. Basandosi su un indizio presente nella foto, Carmen si dirige a Veracruz, in Messico, e scopre che sua madre si suppone si chiami Carlotta Valdez. Indagando sugli indizi sulla sua identità, Carmen fa amicizia con una luchadora con lo stesso nome: una lottatrice mascherata che usa il nome d'arte Lupe Peligro e invita la banda a un imminente incontro di wrestling a cui si trova. Brunt decide di parteciparvi. l'ultima volta è stata lei stessa a portare dentro Carmen, rubando una maschera da luchadora per nascondere il suo viso mentre tenta di catturare Carmen all'incontro di wrestling di Lupe. Carmen si allea con Lupe per battere Brunt, che fugge di nuovo alla VILE con rabbia, il tutto mentre gli agenti dell'ACME, Julia e Chase appena riassunto, si avvicinano a lei dopo averla seguita alla partita.

## Il caso del Dia de los muertos
- Titolo originale: The Day of the Dead Caper
- Diretto da: Mike Ovest
- Scritto da: Sharon Flynn

### Trama
Mentre Città del Messico celebra il Día de los Muertos, Carmen rintraccia una giovane ladra d'arte di nome Sonia che potrebbe essere reclutata nella VILE da uno dei contatti artistici di Cleo, Marta Contreras. Di ritorno al Castello, la Facoltà festeggia Halloween, con un entusiasta Maelstrom che abbraccia la vacanza. Carmen convince la recluta a usare le sue capacità per aiutare gli altri; il ladro lo prende a cuore e inizia a rintracciare tutta l'arte che ha contribuito a rubare. Nel frattempo, Shadowsan guida Spin Kick e Fly Trap in una caccia all'oca nella punta meridionale dell'Africa per tenerli lontani dalle tracce di Carmen dopo aver fallito nel catturarla a Buenos Aires, ma torna indietro al confine con il Messico dopo aver visto il trucco, mentre Julia decide di lasciare l'ACME per lavorare in un'università; essendosi stancato della sfiducia del capo nei confronti di Carmen.

## Il caso della palude infestata
- Titolo originale: The Haunted Bayou Caper
- Diretto da: José Humphrey
- Scritto da: Kathryn Lyn

### Trama
A New Orleans, Carmen e la squadra seguono il falsario della VILE fino a un punto di consegna con Tigress e scoprono che ha creato biglietti falsi per un prossimo evento in cui un famoso chef chiamato "The Crawfish King" ospiterà un gala in costume al la sua spettrale villa di famiglia. VILE invia Tigress, Paper Star e gli Cleaners a rubare digitalmente i soldi di beneficenza con l'aiuto dell'app di scansione della retina del Troll. La squadra di Carmen va sotto copertura per salvarlo mentre Chase, ora senza partner, fa del suo meglio per non inciampare e distruggere la sua attrezzatura ACME; tuttavia, Carmen lo sfugge ad ogni passo. Zack e Ivy riescono a tenere lo chef lontano dalla VILE abbastanza a lungo fino a quando la scadenza di mezzanotte li costringe ad arrendersi e Carmen impedisce a Paper Star di rubare la ricetta segreta originale della bis-bisnonna del re per il suo condimento di gamberi, scritta con la sua stessa calligrafia.

## Il caso delle maschere di Venezia
- Titolo originale: The Masks of Venice Caper
- Diretto da:
- Scritto da:

### Trama
La VILE complotta per rubare maschere dal valore inestimabile da un museo a Venezia, Italia. Anche il fratello di Shadowsan, Hideo, è lì, dopo aver prestato artefatti giapponesi. Chase ha collaborato con l'agente Zari, a causa della crescente frustrazione del capo per la sua mancata cattura di Carmen o di un agente VILE, e informano la sicurezza del museo del furto in arrivo di "Carmen". Mime Bomb e Neal the Eel vengono inviati a commettere il furto, costringendo Shadowsan a incontrare suo fratello e spiegare che lui e Carmen stanno nascondendo i manufatti ai veri ladri. Dopo aver indotto gli scagnozzi del VILE a indossare maschere false durante un inseguimento in barca, Carmen viene catturata da Chase; tuttavia, è sorpreso che lei gli consegni quelli veri, facendogli capire che Julia aveva sempre ragione. Shadowsan fa ammenda con suo fratello, che gli dice che sarà accolto a casa una volta terminata la sua lotta contro VILE. Nel frattempo, mentre Neal e Mimo Bomba si rendono conto di essere stati ingannati, Mimo Bomba cerca di avvertire Neal dell'arrivo della polizia, ma viene frainteso e invece si tuffa in acqua, lasciando Neal da arrestare. Al Castello VILE, Roundabout rassicura il resto della Facoltà VILE che Neal the Eel verrà rilasciato e che verrà tesa un'elaborata trappola per Carmen Sandiego a cui non sarà in grado di resistere.

## Il caso dell'allegro regista
- Titolo originale: The Jolly Good Show Caper
- Diretto da: José Humphrey
- Scritto da: Greg Ernstrom

### Trama
A Londra, Carmen e la sua banda irrompono nella Torre di Londra per impedire alla VILE di impossessarsi dei gioielli della corona d'Inghilterra. Roundabout e The Troll la ingannano facendola iniziare il furto, facendola catturare dalle autorità, mentre Roundabout scambia la corona di Sant'Edoardo con una replica e la consegna a Le Chevre per riportarla al VILE al Big Ben, solo in seguito per essere affrontata da Shadowsan. Roundabout segue e combatte Shadowsan fino in cima alla torre dell'orologio, dove la polizia arriva in elicottero e ordina a Roundabout di arrendersi per il furto della corona. Shadowsan poi scivola nell'ombra rivelando il vero piano della squadra: Player ha ingannato il Troll e ha inoltrato il filmato del furto alla polizia, mentre Zack e Ivy si sono atteggiati agli agenti che hanno portato via Carmen, permettendole di riprendersi la vera corona da Le Chevre. e posizionandolo nell'ufficio di Roundabout, imputandogli così il crimine. Sconfitto, Roundabout accetta l'arresto, solo per essere liberato dai Cleaners per essere portato al VILE in Scozia. Nel frattempo, all'ACME, il Capo, avendo finalmente esaurito le piste e la pazienza per catturare Carmen e fermare VILE, decide di coinvolgere Graham, l'unico collegamento con Carmen rimasto scoperto.